# インダストリアル・テクノ
インダストリアル・テクノ（Industrial techno）は、1990年代に生まれたテクノおよびインダストリアル・ダンス・ミュージックのサブジャンル 。特徴としては、初期のインダストリアル、特にキャバレー・ヴォルテールやスロッビング・グリッスルの暗くてノイジーなサウンドと美学からの影響が組み込まれているという点がある。アメリカのインダストリアル・ミュージック・レーベル「Wax Trax!」は、ジャンルの発展に大きな影響を与えた。このジャンルは、2010年代に復活を遂げ、Adam X、Orphx、Ancient Methodsなどのアーティストが先頭に立ち、その後、BlawanやKarennなどのアーティストも登場した。その結果、ポスト・ダブステップの聴衆から大きなファンベースを獲得した。
これをテクノ・インダストリアルと混同すべきではない。テクノ・インダストリアルには、本質的にパワー・ノイズ/リズミック・ノイズのサブジャンルと似たエッセンスがある。テクノの観点から来ているのか、インダストリアルの観点から来ているのかに応じて、異なる用語が使用されている。インダストリアル・テクノには、リバーブやウォール・オブ・ノイズ、あるいはSFエフェクトが多く含まれる、よりテクノにインスパイアされたリズミカル・セクションがあり、一方、テクノ・インダストリアルには、歪んだリズミカル・セクションを備えたリズミカル・ノイズに近い構成がある。インダストリアル・テクノに関連する他のアーティストには、カット・ハンズ、ヘレナ・ハフ、フォワード・ストラテジー・グループ、サージョン、マイケル・フォーショウ、ジェフ・ミルズ、レジス、ドミニク・ファーナウ、マイク・バンクスなどがいる。Perc Traxレコード・レーベルは、Perc、Truss、Hppa、Ansomeなどのアーティストを擁し、イギリスでのこのジャンルの復活に貢献したとされている。